# Галдерсбрук
Галдерсбрук (нід. Haaldersbroek) — селище в нідерландській провінції Північна Голландія. Входить до муніципалітету Занстад.
Перша згадка про населений пункт датується кінцем 14-го сторіччя. Наразі у селищі нараховується близько 150 мешканців.